# 彼得·蒂德
彼得·蒂德（德語：Peter Thiede，1968年2月13日—），德国男子赛艇运动员。他曾代表德国参加1992年、1996年、2004年和2008年夏季奥林匹克运动会赛艇比赛，其中1996年奥运会获得一枚银牌。